# Morenocetus
Morenocetus — вимерлий рід примітивних баленід раннього міоцену гейманської формації Патагонії, Аргентина.

## Класифікація
Morenocetus є найстарішою названою вимерлою баленідою наразі, хоча зразок хеомістецета з морських відкладень пізнього олігоцену в Новій Зеландії був повідомлений як стовбуровий баленід у абстракті SVP 2002 року Юена Фордайса.

## Опис
Довжина тіла Morenocetus оцінюється в 5.2–5.5 м, а рострум помірно вигнутий дорсовентрально, на відміну від коронних Balaenidae.